# ラバト＝サレ市電
ラバト＝サレ市電（ラバト＝サレしでん、フランス語: Tramway de Rabat-Salé、アラビア語: طرامواي الرباط - سلا）は、モロッコの首都ラバトとサレを走るモロッコ初の路面電車である。L1とL2の2路線が走り、43の停留場を持つ。ラバト旧市街やハッサン塔などの観光地とも結ばれている。

## 歴史

### 20世紀の路面電車
現在の路面電車が開業される約90年前の1924年には蒸気機関車とガソリン車による路面電車が運行されていたが、1930年に廃止された。

### 現在の路面電車
- 2011年5月23日 - L1のMadinat al Irfane - Hay Karima間とL2のBab chellah - Hassan IIが開通[1]。
- 2022年2月16日 - L2線のMoulay Youseff病院 - Yacoub El Mansour間の4駅2.4 kmと、Hassan II - Moulay Abdellah病院間の8駅4.6 kmが開通 [2]。

## 路線

### L1
1号線（L1）はラバト中部のMadinat al Irfaneからラバト・ヴィル駅、ラバト王宮、ハッサン塔、サレ・ヴィル駅などを経てサレ市街地中部のHay Karimaまで至る路線である。21箇所の停留場を有する。起終点間の所要時間は約40分であり、5 - 20分に一本の頻度で運行している。

### L2
2号線（L2）はラバト中部沿岸のYacoub Al Mansourからハッサン塔を経てサレ東部のMoulay Abdellah病院まで至る路線である。26箇所の停留場を有する。起終点間の所要時間は約50分であり、9 - 20分に一本の頻度で運行している。

## 延伸計画
現在、既存のL1とL2の延伸計画とL3、L4、L6の新規路線の建設が予定されている。
- 高速鉄道LGVの停車駅のラバト・アグダール駅（英語版）にL1とL2を繋げるための支線の約2 km。
- L2はYacoub Al Mansourからラバト西部へと約4 km、Moulay Abdellah病院からサレ州東部のサレ アル・ジャディーダ（英語版）を結ぶ約6 kmの延伸が計画されている。
- L3はラバト南西部を通過し、テマラに至る約13 kmの路線。
- L4はラバト東部のYoussoufiaに至る約7 kmの路線。
- L6は建設が計画されているラバト南部の新市街に至る約4 kmの路線。